# 約瑟夫·斐迪南 (奧地利-托斯卡納)
約瑟夫·斐迪南（德語：Joseph Ferdinand von Österreich-Toskana，1872年5月24日—1942年8月28日），托斯卡納末代大公費迪南多四世的次子。

## 家庭
1921年，約瑟夫·斐迪南與羅莎·卡滕布魯納（Rosa Kaltenbrunner）結婚。由於是貴庶通婚，約瑟夫·斐迪南失去托斯卡納大公的繼承權。兩人於1928年離婚。
1929年，約瑟夫·斐迪南與格特魯德·托馬尼克（Gertrude Tomanek）結婚，兩人共有1子1女：
1. 克勞迪亞（Claudia，1930年出生）
2. 馬克西米利安（Maximilian，1932年出生）